# Chlorurus cyanescens
Chlorurus cyanescens är en fiskart som först beskrevs av Valenciennes, 1840.  Chlorurus cyanescens ingår i släktet Chlorurus och familjen Scaridae. IUCN kategoriserar arten globalt som livskraftig. Inga underarter finns listade i Catalogue of Life.